# Piotr Polk
Piotr Polk (ur. 22 stycznia 1962 w Kaletach) – polski aktor teatralny, telewizyjny, filmowy i dubbingowy, piosenkarz.

## Życiorys
Pochodzi z Górnego Śląska. W jego domu rodzinnym mówiło się po niemiecku lub po śląsku. Polszczyzny nauczył się dopiero przed egzaminami do szkoły aktorskiej. Uczył się w technikum elektrycznym w Kaletach. Ukończył szkołę muzyczną, gdzie uczył się gry na akordeonie, fortepianie, perkusji i gitarze. Będąc nastolatkiem, założył rockowy zespół Boss, z którym zagrał dwa koncerty. W 1986 ukończył PWSFTviT im. Leona Schillera w Łodzi. Jeszcze w czasie studiów zadebiutował na szklanym ekranie epizodyczną rolą w miniserialu Żuraw i czapla (1985).
W 1989 zagrał Zygmunta III Wazę w serialu historycznym Kanclerz. W 1990 wyjechał do Francji, gdzie mieszkał przez kolejne trzy lata. Po powrocie do Polski zagrał księdza Andrzeja Zagórskiego w Plebanii (2001–2002, 2005), kapelana Brzęczyka w Bao-Bab, czyli zielono mi (2003) i Olgierda w Codzienna 2 m. 3 (2006–2007). Ogólnopolską rozpoznawalność zapewniły mu serialowe role: Ryszarda Majewskiego w Samym życiu (2002–2008) i Konrada Kowalczyka, ojca głównej bohaterki w Kopciuszku (2006–2007). W 2007 został finalistą drugiej edycji programu rozrywkowego Polsatu Jak oni śpiewają. Od 2008 gra młodszego inspektora Oresta Możejkę w serialu TVP1 Ojciec Mateusz.
Wydał dwa muzyczne albumy studyjne: Polk in Love (2008) i Mój film (2011), za których sprzedaż odebrał certyfikat złotej płyty w Polsce. W latach 2012–2014 kreował postać chirurga i profesora Krzysztofa Florczyka w Lekarzach. W latach 2017–2020 występował w roli doktora Roberta Kowalczyka w serialu W rytmie serca. W 2018 był jednym z bohaterów reality show Lepiej późno niż wcale, a w 2019 zasiadł gościnnie w jury w jednym odcinku 11. edycji programu Twoja twarz brzmi znajomo.

## Życie prywatne
W latach 1986–1993 był mężem Hanny Wryczy (zm. 2019), a w latach 2000–2011 Magdaleny Wołłejko; oba małżeństwa zakończyły się rozwodami. W 2015 poślubił Joannę Gajewską. Jego pasierbicą jest posłanka Koalicji Obywatelskiej Aleksandra Gajewska.

## Dyskografia
| 2008                           | Polk in Love - Data: 2 czerwca 2008 - Wydawca: QL Music | 9 | - złota płyta |
| 2011                           | Mój film - Data: 24 stycznia 2011 - Wydawca: QL Music   | – | - złota płyta |
| „–” pozycja nie była notowana. |                                                         |   |               |

## Praca w teatrze
- 1986–1987: Teatr Powszechny w Łodzi
- 1987–1992: Teatr Studio w Warszawie
- od 1997: Teatr Syrena w Warszawie
- Teatr Kamienica w Warszawie

## Filmografia
- 1985: Żuraw i czapla jako kolega Kasi
- 1986: Cudowne dziecko jako pielęgniarz
- 1987: Śmierć Johna L. jako gitarzysta Wojtek
- 1988: I skrzypce przestały grać (And the Violins Stopped Playing) jako Roman Mirga
- 1989: Kanclerz jako Zygmunt III Waza, król Polski (odc. 5)
- 1989: Lawa jako Ludwik Nabielak
- 1989: Mefisto walc jako Stefan
- 1989: Stan strachu jako aktor
- 1989: Sztuka kochania jako Piotr, narzeczony Anny
- 1990: Napoleon jako mężczyzna w salonie Zimmera (odc. 2)
- 1991: Panny i wdowy jako rosyjski zesłaniec
- 1991: Panny i wdowy (serial) jako rosyjski zesłaniec (odc. 2)
- 1992: Sprawa kobiet (Le Violeur Impuni) jako lekarz Philippe
- 1993: Kuchnia polska jako Dziurawiec (odc. 6)
- 1993: Lepiej być piękną i bogatą
- 1993: Lupus
- 1993: Lista Schindlera jako Leo Rosner
- 1993: Tylko strach jako Jerzy
- 1993: Nowe przygody Arsène’a Lupin (Les Nouveaux Exploits d’Arsène Lupin) (odc. Cesarska tabakierka (La Tabatière de l’empereur))
- 1994: Dama kameliowa jako dandys na licytacji
- 1994: Podróż do Polski (Voyage en Pologne)
- 1994: Zespół adwokacki jako prokurator (odc. 11, 12)
- 1995: Doktor Semmelweis (Docteur Semmelweis) jako Gruber
- 1995: Pułkownik Kwiatkowski jako komendant transportu repatriantów zza Buga
- 1997: Zaklęta jako Piotr
- 1998: Demony wojny według Goi jako żołnierz rozprowadzający
- 1998: Matki, żony i kochanki jako lekarz, znajomy Wandy (seria II)
- 1999: Lot 001 jako steward Piotr (odc. 1, 3-12)
- 1999: Miodowe lata jako Dominik (odc. 14)
- 2000: 13 posterunek 2 jako kelner (odc. 25)
- 2001–2002: Marzenia do spełnienia jako Jan Kostrzewa
- 2001–2005: Plebania jako Andrzej Zagórski, były ksiądz, mąż Anny Stajniak (odc. 75, 77, 84, 86, 93, 94, 151, 152, 156, 157, 198, 200-202, 224, 523-525)
- 2001: Zostać miss jako projektant mody Jean-Pierre Fo (odc. 8,13)
- 2002: Psie serce jako Czarek
- 2002–2008: Samo życie jako Ryszard Majewski, były mąż Marii Majewskiej, kochanek Marty Ignis, a potem Olgi Frączak
- 2002: Sfora jako lekarz w Szpitalu Wolskim (odc. 5, 6)
- 2003: Bao-Bab, czyli zielono mi jako kapelan porucznik Brzęczyk
- 2003: Na dobre i na złe jako Tomasz „Ostry”, przyjaciel Nowickiego (odc. 151)
- 2003: Zaginiona jako mecenas Grzegorz Skłodowski (odc. 5)
- 2004–2005: Oficer jako mecenas Grzegorz Skłodowski (odc. 6, 12, 13)
- 2005: Wiedźmy jako mecenas Janusz Nowacki (odc. 1, 2, 5, 7)
- 2006–2007: Kopciuszek jako Konrad Kowalczyk, ojciec Blanki
- 2006–2007: Codzienna 2 m. 3 jako Olgierd, reżyser telenoweli „Blaski i cienie” (odc. 25, 26, 35, 36, 39, 41-44, 47-49, 51-54, 56-58, 60, 63, 66-71)
- od 2008: Ojciec Mateusz jako młodszy inspektor Orest Możejko
- 2008: Hotel pod żyrafą i nosorożcem jako adwokat Petuń (odc. 2)
- 2009: Miasto z morza jako Lebrack
- 2009: Miasto z morza (serial) jako Lebrack
- 2009: Naznaczony jako Patryk Drzewiecki (odc. 12)
- 2011: Układ warszawski jako Donimirski (odc. 6)
- 2011: Życie nad rozlewiskiem jako Juliusz Maksymilian Ordon (odc. 1)
- 2012: Hotel 52 jako Janusz Kujawa (odc. 70)
- 2012: Kanadyjskie sukienki jako Zygmunt, mąż Barbary
- 2012–2014: Lekarze jako Krzysztof Florczyk
- 2013: 2XL jako Piotr Jarema, szef Agaty (odc. 1-6, 9, 11-13)
- 2014: Lekarze nocą jako Krzysztof Florczyk (odc. 10, 13)
- 2015: Prawo Agaty jako Rafał Zagórny (odc. 90)
- 2016: 7 rzeczy, których nie wiecie o facetach jako producent
- 2017–2020: W rytmie serca jako Robert Nowakowski
- 2017: Na układy nie ma rady jako Lech Pazerny
- 2019: Jak poślubić milionera jako Eryk Krol
- 2019: DNA jako Piotr Kalinowski

## Polski dubbing
- 2003: Radiostacja Roscoe jako dyrektor Waller
- 2004: Harry Potter i więzień Azkabanu jako Remus Lupin
- 2007: Harry Potter i Zakon Feniksa jako Remus Lupin
- 2009: Harry Potter i Książę Półkrwi jako Remus Lupin
- 2010: Harry Potter i Insygnia Śmierci. Część 1 jako Remus Lupin
- 2010: Legendy sowiego królestwa: Strażnicy Ga’Hoole jako Kludd
- 2011: Auta 2 jako Francesco Bernoulli
- 2011: Harry Potter i Insygnia Śmierci. Część 2 jako Remus Lupin
- 2013: Muppety: Poza prawem jako Jean Pierre Napoleon
- 2016: Kapitan Ameryka: Wojna bohaterów jako Howard Stark
- 2017: Gwiezdne Wojny 8: Ostatni Jedi jako Włamywacz Arcymistrz
- 2017: Przygody Ichaboda i Pana Ropucha jako Narrator
- 2019: Król lew jako Zazu

## Role teatralne
Teatr Studio w Warszawie
- 1986: Zagraj to jeszcze raz (reż. Adam Hanuszkiewicz)
- 1988: Działania uboczne (reż. Adam Hanuszkiewicz)

Teatr Syrena w Warszawie
- 1997: Rozkoszna dziewczyna (reż. Barbara Borys-Damięcka)
- 1998: Wieczór kawalerski (reż. Cezary Morawski)
- 1998: Machiavelli (reż. Artur Barciś)
- 1999: Księżyc nad Buffalo (reż. Cezary Morawski)
- 2000: Polaków życie seksualne (reż. Andrzej Zaorski)
- 2003: Klub hipochondryków (reż. Wojciech Malajkat)
- 2006: Klub hipochondryków 2, czyli... (reż. Wojciech Malajkat)
- 2012: Plotka (reż. Wojciech Malajkat)
- 2012: Trójka do potęgi (reż. Wojciech Malajkat)

Krakowski Teatr Scena STU
- 2014: Kolacja z Gustavem Klimtem (reż. Krzysztof Jasiński)

## Wyróżnienia
Tytuł Mistrza Mowy Polskiej 2024